# Leathermouth
Leathermouth (também chamada de LeATHERMØUTH) foi uma banda norte-americana de hardcore punk fundada por Frank Iero. A banda foi fundada em 2007, e seu primeiro e único álbum, XØ, foi lançado em 27 de janeiro de 2009.

## História

### Início
A banda foi criada em 2007 por alguns dos amigos dos integrantes do My Chemical Romance e o guitarrista rítmico Frank Iero assumindo os vocais principais. Iero andava escutando os demos da banda e decidiu juntar-se ao grupo. Isso só foi possível depois da saída do primeiro vocalista, sendo assim, Frank entrou nos vocais. Leathermouth tocou pela primeira vez no verão de 2008 e no outono de 2008. Reggie and the Full Effect "Farewell Tour". Iero quando não estava trabalhando com o My Chemical Romance fazia turnês com a Leathermouth.

#### Lançamento
Em outubro de 2008 assinaram com a gravadora Epitaph Records. De encontro ao nome de Frank Iero, como planejado originalmente. Iero achou que seria difícil promover o álbum, se lançado através de sua própria gravadora, com suas obrigações na época com o My Chemical Romance e as outras bandas assinadas com a mesma. O presidente da Epitaph Records, Brett Gurewitz, ficou impressionado com a "intensidade e composição musical da banda". Leathermouth lançou seu primeiro álbum de estúdio em 27 de janeiro de 2009 através do Epitaph, intitulado XØ. Embora o álbum não tenha chegado na Billboard 200, chegou ao 21º lugar na parada Top Heatseekers.
Frank é o guitarrista rítmico de My Chemical Romance, e era o vocalista de Leathermouth; Isto era só um projeto solo do Iero, não quer dizer que ele abandonou o My Chemical Romance.
O primeiro single da banda foi lançado em 3 de dezembro de 2008, "Bodysnatchers 4 Ever", que também contava com uma versão demo. Esse mesmo dia se conheceu o nome e a data de lançamento do primeiro disco, que se chamaria XØ e seria lançado em 27 de janeiro de 2009.

##### Fim
Em uma entrevista de 2012 com Iero, ele revelou que muitos dos outros membros da banda se voltaram para a religião e decidiram não fazer mais parte do Leathermouth. Iero também afirmou que gostaria de continuar com o grupo, mas não tem certeza se isso realmente acontecerá. Ele disse: "Ainda há uma parte de mim que gostaria de fazer essa banda novamente. Há algo se formando, mas eu não sei o que é. Eu realmente queria que a banda continuasse mais, mas Jesus tinha outros planos."

## Membros
- Frank Iero: Voz
- Rob Hughes (Bobbie Venom): Guitarra
- Eddie Auletta: Guitarra
- John McGuire (Hambone): Baixo
- James Dewees: Bateria

## Discografia

### Álbuns de estúdio
- XØ (2009)